# Кочубеевка (Черкасская область)
Кочубе́евка (укр. Кочубіївка) — село в Уманском районе Черкасской области Украины.
Почтовый индекс — 20323. Телефонный код — 4744.

## Население
Население по переписи 2001 года составляло 781 человек.

### Языковой состав
Родной язык населения по данным переписи 2001 года:
| Язык       | Численность, чел. | Доля     |
| ---------- | ----------------- | -------- |
| Украинский | 763               | 97,70 %  |
| Русский    | 14                | 1,79 %   |
| Другое     | 4                 | 0,51 %   |
| Итого      | 781               | 100,00 % |

## Местный совет
20323, Черкасская обл., Уманский р-н, с. Кочубеевка